# Кізим Роман Михайлович
Роман Михайлович Кізим (нар. 1926, місто Борислав Львівського воєводства Польща, тепер Львівської області) — український радянський діяч, слюсар нафтового промислу, новатор виробництва. Депутат Верховної Ради УРСР 5-го скликання.

## Біографія
Народився у родині робітника. Закінчив початкову школу. Працював різноробочим у місті Бориславі.
У 1944—1950 оках — служив у Радянській армії, учасник Другої світової війни. Воював у складі військ 1-го Українського фронту, нагороджувався двома медалями за хоробрість і мужність в боях з німецькими військами.
Після демобілізації, з 1950 року працював слюсарем 8-го нафтового промислу управління «Бориславнафта» (місто Борислав Дрогобицької області). Автор декількох раціоналізаторських пропозицій, передовик виробництва, член цехового профспілкового комітету.
Безпартійний. 1 березня 1959 року був обраний депутатом Верховної Ради УРСР 5-го скликання від Бориславського виборчого округу № 75 Дрогобицької області.

## Нагороди
- орден Вітчизняної війни ІІ ст. (6.04.1985)
- медалі